# Syntrichopappus
Syntrichopappus là một chi thực vật có hoa trong họ Cúc (Asteraceae).

## Loài
Chi Syntrichopappus gồm các loài: